# Helicopacris modesta
Helicopacris modesta är en insektsart som först beskrevs av Bruner, L. 1920.  Helicopacris modesta ingår i släktet Helicopacris och familjen Romaleidae. Inga underarter finns listade i Catalogue of Life.